# Коныратбаев, Алибек Коныратбаевич
Алибек Коныратбаевич Коныратбаев (каз. Әлібек Қоңыратбайұлы Қоңыратбаев; другой вариант русской транскрипции фамилии — Конратбаев) (7 октября 1907, аул № 7 Чиилинской волости, Акмешитский уезд Сырдарьинской области, Туркестанское генерал-губернаторство, Российская империя — 2 декабря 1937, Алма-Ата, СССР) — казахский советский писатель, переводчик, литературный критик.

## Биография
Алибек Коныратбаев родился 7 октября 1907 года в ауле № 7 Чиилинской волости Акмешитского уезда Сырдарьинской области. Начальное образование получил в ауле, затем учился в Ташкентском опытно-показательном детском доме № 5. В 1920 году поступил в Ташкентский институт народного образования (впоследствии Ташкентский казахский педагогический институт). В конце 1920-х годов начал публиковать первые статьи в области литературной критики.
С 1931 по 1933 годы был секретарём и членом президиума Ассоциации пролетарских писателей Казахстана (ныне Союз писателей Казахстана). С 1934 по 1937 годы работал в газете «Казах адебиети» и журнале «Адебиет майданы», а также возглавлял один из отделов в издательстве «Казиздат» (в дальнейшем «Казахстан»).
В 1935 году женился на Гульнар Дулатовой, дочери поэта и общественного деятеля Миржакипа Дулатова. Позднее у них родилась дочь.

### Арест и гибель
Первые обвинения в контрреволюционной деятельности в адрес Коныратбаева прозвучали со страниц газеты «Социалистическая Алма-Ата», где была опубликована статья о собрании Союза советских писателей Казахстана, состоявшемся 21 сентября 1936 года. 17 марта 1937 года писатель был арестован в рамках финального этапа так называемого «Алашского дела». На первом допросе он отказался признавать себя виновным. Однако во время второго допроса, состоявшегося 3 ноября, полностью признался в контрреволюционной националистической деятельности и шпионаже. 1 декабря Коныратбаев решением особой тройки НКВД был приговорён к высшей мере наказания.
Данные о дальнейшей судьбе писателя разнятся. В свидетельстве о смерти на имя Коныратбаева, выданном 15 октября 1946 года, указано, что он умер в заключении от язвы желудка. Однако в 1989 году родственникам был выдан дубликат свидетельства о смерти, в котором указана дата 2 декабря 1937 года и та же причина смерти. В современных же казахстанских источниках обычно сообщается, что Коныратбаев был расстрелян 2 декабря 1937 года в следственной тюрьме Алма-Аты.
Полностью реабилитирован в 1956 году.

## Творческое наследие
Алибек Коныратбаев — автор рассказов «Диалог с пулей» (1932), «Поход челюскинцев» (1934), «Поездка в Шаульдер» (1934) и «Белые и красные» (1936), посвящённых событиям после Октябрьской революции. В 1935 году написал пьесу «Молодые соколы». В последние годы жизни писал роман о Среднеазиатском восстании 1916 года, который так и не увидел свет.
Совместно с другими казахскими авторами создал ряд учебных пособий: с Молдагали Жолдыбаевым и Мухтаром Ауэзовым — «Учебник казахской литературы XIX и начала XX веков» (1933) и «Хрестоматия казахской литературы XIX и начала XX веков» (1934), с Жолдыбаевым и Мухамеджаном Каратаевым — «Литературная хрестоматия. 4-й класс» (1934), с Абатом Алибаевым — «Хрестоматия. 3-й класс». Перевёл на казахский язык комедию Мольера «Скупой», роман И. С. Тургенева «Отцы и дети», рассказы А. П. Чехова «Ванька» и «Хамелеон».
В конце 1920-х — начале 1930-х годов активно публиковал литературно-критические статьи: «Первый поэт-народник» (1928), «Несостоятельный ответ на возросшее требование» (1931), «Плоды пролетарского воспитания» (1931), «Максим Горький в казахской литературе» (1932), «Поэт Ирана — Фирдоуси» (1932) «Общественные взгляды Абая» (1934), «Реализм в нашей литературе» (1934), «О поэтическом состязании» (1934), «О поэме „Каскелен“» (1934) и др.
В 2008 году в Астане увидел свет сборник произведений Алибека Коныратбаева, выпущенный издательством «Фолиант».